# Liste der Baudenkmäler in Pinzberg
Auf dieser Seite sind die Baudenkmäler in der oberfränkischen Gemeinde Pinzberg zusammengestellt. Diese Tabelle ist eine Teilliste der Liste der Baudenkmäler in Bayern. Grundlage ist die Bayerische Denkmalliste, die auf Basis des Bayerischen Denkmalschutzgesetzes vom 1. Oktober 1973 erstmals erstellt wurde und seither durch das Bayerische Landesamt für Denkmalpflege geführt wird. Die folgenden Angaben ersetzen nicht die rechtsverbindliche Auskunft der Denkmalschutzbehörde.

## Baudenkmäler nach Gemeindeteilen

### Dobenreuth
| Lage                                                                     | Objekt                              | Beschreibung | Akten-Nr.     | Bild           |
| ------------------------------------------------------------------------ | ----------------------------------- | --- | ------------- | -------------- |
| Dobenreuther Straße 13 (Standort)                                        | Nebengebäude                        | Traufständiger Satteldachbau, Fachwerk mit Sandsteinquadersockel, 18./19. Jahrhundert                                                                                                | D-4-74-158-33 | BW             |
| Dobenreuther Straße 15 (Standort)                                        | Katholische Filialkirche S. Familia | Saalkirche, Sandsteinquaderbau, schlanker Westturm mit verschiefertem Spitzhelm, neuromanisch, 1881, 1923 dreiseitig geschlossen um eine Achse nach Osten erweitert; mit Ausstattung | D-4-74-158-30 | weitere Bilder |
| Dobenreuther Straße 19 (Standort)                                        | Gemeindehaus                        | Frackdachhaus, massiv und Fachwerk. Erdgeschoss verputzt, 18. Jahrhundert | D-4-74-158-34 | BW             |
| Dobenreuther Straße 20 (Standort)                                        | Bauernhaus                          | Sandsteinquaderbau mit Frackdach, bezeichnet „1828“ | D-4-74-158-32 | BW             |
| Dobenreuther Straße 20 (Standort)                                        | Schweinestall                       | zugehörig, langgestreckter Sandsteinquaderbau mit Satteldach und Fachwerkgiebeln, um 1830                                                                                            | D-4-74-158-32 | BW             |
| Krüppelwiese (Standort)                                                  | Steinkruzifix                       | im Hof, bezeichnet „1914“ | D-4-74-158-32 | BW             |
| Dobenreuther Straße 21 (Standort)                                        | Bauernhaus                          | Frackdachhaus, Sandsteinquader und Fachwerk, spätes 18. Jahrhundert | D-4-74-158-35 | BW             |
| Dobenreuther Straße 22 (Standort)                                        | Stadel                              | Fachwerk mit Satteldach, frühes 19. Jahrhundert | D-4-74-158-31 | BW             |
| Kellersgraben 8 (Standort)                                               | Fachwerkscheune                     | Breitgelagerter Satteldachbau, 18. und 19. Jahrhundert | D-4-74-158-82 | BW             |
| Wachberg; Wiesenthauer Weg; Wiesenthauer Weg 1, beim Friedhof (Standort) | Marter                              | Sandstein, 16. Jahrhundert | D-4-74-158-36 | BW             |

### Elsenberg
| Lage                                                                                   | Objekt                | Beschreibung | Akten-Nr.              | Bild     |
| -------------------------------------------------------------------------------------- | --------------------- | --- | ---------------------- | -------- |
| Elsenberg 1 (Standort)                                                                 | Bauernhof             | Dreiseithof in offener Bebauung, Wohnstallhaus, giebelständiges Frackdachhaus, Erdgeschoss Sandsteinquader, Obergeschoss verputzt, bezeichnet „1888“               | D-4-74-158-38          | BW       |
| Elsenberg 1 (Standort)                                                                 | Fachwerkstadel        | mit Satteldach, 18./Anfang 19. Jahrhundert | D-4-74-158-38          | BW       |
| Elsenberg 1 (Standort)                                                                 | Fachwerkstall         | mit Satteldach, 18./Anfang 19. Jahrhundert | D-4-74-158-38          | BW       |
| Elsenberg 3 (Standort)                                                                 | Fachwerkstadel        | Mit Satteldach, 19. Jahrhundert | D-4-74-158-39          | BW       |
| Elsenberg 5 (Standort)                                                                 | Bauernhaus            | Zweigeschossiger giebelständiger Sandsteinquaderbau, Mitte 19. Jahrhundert                                                                                         | D-4-74-158-40          | BW       |
| Elsenberg 5 (Standort)                                                                 | Fachwerkstadel        | auf Sandsteinsockel, Satteldach, Klebdächer, 18./19. Jahrhundert                                                                                                   | D-4-74-158-40          | BW       |
| Elsenberg 6; Elsenberg 24 (Standort)                                                   | Bauernhof: Bauernhaus | zweigeschossiger giebelständiger Sandsteinquader mit Satteldach, Wandflächen verputzt, Gliederungselemente steinsichtig, Mitte 19. Jahrhundert                     | D-4-74-158-41          | BW       |
| Elsenberg 6 (Standort)                                                                 | Bauernhof: Scheune    | Gleichzeitiger Sandsteinquaderstadel mit Satteldach | D-4-74-158-41          | BW       |
| Elsenberg 6 (Standort)                                                                 | Bauernhof: Scheune    | Fachwerkstadel mit Satteldach, 18. Jahrhundert, renoviert und teilverschiefert 1899                                                                                | D-4-74-158-41          | BW       |
| Elsenberg 6 (Standort)                                                                 | Bauernhof: Backhaus   | massiv mit Satteldach, 19. Jahrhundert | D-4-74-158-41          | BW       |
| Elsenberg 7 (Standort)                                                                 | Bauernhaus            | Zweigeschossiger Sandsteinquaderbau mit Satteldach, Mitte 19. Jahrhundert                                                                                          | D-4-74-158-42          | BW       |
| Elsenberg 7 (Standort)                                                                 | Hofkruzifix           | Holz, zweite Hälfte 19. Jahrhundert | D-4-74-158-42          | BW       |
| Elsenberg 8 (Standort)                                                                 | Fachwerkstadel        | Mit Satteldach, traufseitig verputzt, 18./Anfang 19. Jahrhundert                                                                                                   | D-4-74-158-43          | BW       |
| Elsenberg 9 (Standort)                                                                 | Bauernhaus            | Zweigeschossiger giebelständiger Sandsteinquaderbau mit Satteldach, erste Hälfte 19. Jahrhundert                                                                   | D-4-74-158-44          | BW       |
| Elsenberg 12 (Standort)                                                                | Wegkreuz              | Holzkreuz, gefasster Korpus, am Kreuzstamm reliefierte christliche Symbole, am Querbalken Engelsköpfe, 19. Jahrhundert                                             | D-4-74-158-99          | Wegkreuz |
| Elsenberg 12 (Standort)                                                                | Bauernhaus            | Ehemaliges Wohnstallhaus, zweigeschossiger giebelständiger Satteldachbau, Erdgeschoss Sandsteinquader, Obergeschoss verputzt, Mitte 19. Jahrhundert                | D-4-74-158-45 Wikidata | BW       |
| Elsenberg 12 (Standort)                                                                | Marter                | Sandsteinsäule, darüber Zwischenstück mit Gesims und Kapitell als Sockel des Bildhauses mit Sandsteinkreuzbekrönung, bez. 1754; auf dem Dorfplatz vor Haus Nr. 12. | D-4-74-158-47          | BW       |
| Elsenberg 14 (Standort)                                                                | Fachwerkstadel        | Satteldach giebelseitig mit Klebdächern, 19. Jahrhundert | D-4-74-158-46          | BW       |
| Lamer, am Feldweg nach Kunreuth (Standort)                                             | Marter                | Sandsteinsäule, 1698, mit Ruhstein | D-4-74-158-50          | BW       |
| Rohräcker, westlich des Ortes in einer Weggabelung am Abzweig nach Pinzberg (Standort) | Wegkreuz              | Gusseisernes Kruzifix, Gießerei Anton Langhammer, bezeichnet „1901“                                                                                                | D-4-74-158-83          | BW       |
| Sandäcker, an der Straße nach Dobenreuth (Standort)                                    | Wegkapelle            | Dreiseitig geschlossener Sandsteinquaderbau, Satteldach, 1849 und 1868; mit Ausstattung                                                                            | D-4-74-158-48          | BW       |
| Sandwiese, an der Straße nach Dobenreuth (Standort)                                    | Marter                | Sandsteinpfeiler, 16./17. Jahrhundert | D-4-74-158-49          | BW       |

### Gosberg
| Lage | Objekt                                               | Beschreibung | Akten-Nr.     | Bild |
| --- | ---------------------------------------------------- | --- | ------------- | ---- |
| Agelweide, südlich des Ortes, hinter der Straßengabelung am Abzweig nach Pinzberg (Standort)                              | Wegkapelle                                           | Verputzter, dreiseitig geschlossener Massivbau mit Satteldach, 18. Jahrhundert; mit Ausstattung | D-4-74-158-76 | BW   |
| Am Hirtenbach 15; Am Hirtenbach 17 (Standort)                                                                             | Sandsteinstatue                                      | Heiliger Johann Nepomuk, spätbarock, bezeichnet „1761“ | D-4-74-158-75 | BW   |
| Bahnhofstraße 6 (Standort)                                                                                                | Bauernhof: Wohnhaus                                  | Erdgeschossiger giebelständiger Wohnbau, massiv, Satteldach mit Zwerchhaus, 1842 | D-4-74-158-63 | BW   |
| Bahnhofstraße 6 (Standort)                                                                                                | Bauernhof: Stall                                     | mit Remisenanbau, Fachwerk, Frackdach, 18. Jahrhundert | D-4-74-158-63 | BW   |
| Bahnhofstraße 6 (Standort)                                                                                                | Bauernhof: Einfriedung                               | Gusseiserne Einfriedung, um 1900 | D-4-74-158-63 | BW   |
| Bahnhofstraße 6 (Standort)                                                                                                | Wegkreuz                                             | Steinkreuz auf Sockel, bezeichnet „1933“, mit Sandsteinkorpus, wohl Mitte/zweite Hälfte 16. Jahrhundert | D-4-74-158-89 | BW   |
| Bahnhofstraße 8 (Standort)                                                                                                | Fachwerkstadel                                       | Mit Satteldach und Klebdächern, zweite Hälfte 17. Jahrhundert | D-4-74-158-62 | BW   |
| Bahnhofstraße 13 (Standort)                                                                                               | Bauernhaus                                           | Erdgeschossiges Wohnstallhaus mit Schopfwalmdach, Sandsteinquader und Fachwerkgiebel, Ende 18. Jahrhundert | D-4-74-158-60 | BW   |
| Bahnhofstraße 18 (Standort)                                                                                               | Fachwerkstadel                                       | Giebelständig mit Sattel- und Klebdach, verschieferter Giebel, 18. Jahrhundert | D-4-74-158-74 | BW   |
| Beckengasse 2 (Standort)                                                                                                  | Fachwerkstadel                                       | Satteldachbau mit verbrettertem Giebel und Klebdach, 18. Jahrhundert | D-4-74-158-65 | BW   |
| Gosberger Straße 1, in Ecklage (Standort)                                                                                 | Bauernhaus                                           | Zweigeschossiger Satteldachbau, Sandsteinquader, Mitte 19. Jahrhundert | D-4-74-158-67 | BW   |
| Gosberger Straße 1 (Standort)                                                                                             | Hofzaun mit Einfahrtstor                             | Sandsteinpfeiler und Gusseisen, gleichzeitig | D-4-74-158-67 | BW   |
| Gosberger Straße 3 (Standort)                                                                                             | Bauernhaus                                           | Zweigeschossiger Mansardwalmdachbau, Erdgeschoss Sandsteinquader, Fachwerkobergeschoss, spätes 18. Jahrhundert, bezeichnet „1680, erneuert 1980“ | D-4-74-158-68 | BW   |
| Gosberger Straße 3 (Standort)                                                                                             | Stadel                                               | Sandstein und Fachwerk, Satteldach mit verschiefertem Giebel und Klebdach, 19. Jahrhundert | D-4-74-158-68 | BW   |
| Gosberger Straße 4 (Standort)                                                                                             | Bauernhaus                                           | giebelständiges Wohnstallhaus mit mittelalterlichem Kern, erdgeschossiger Satteldachbau, Sandsteinquader, bezeichnet 1831; Brunnenfassung, Sandstein, erste Hälfte 19. Jahrhundert | D-4-74-158-59 | BW   |
| Gosberger Straße 5 (Standort)                                                                                             | Bauernhaus                                           | Zweigeschossiger Sandsteinquaderbau, Mansardwalmdach, zur Straße Zwerchgiebel in Form eines Dreiecksgiebels, spätbarock, um 1770/80; mit historischer Ausstattung | D-4-74-158-69 | BW   |
| Gosberger Straße 6 (Standort)                                                                                             | Katholische Filialkirche zur Heiligen Dreifaltigkeit | Saalkirche mit eingezogenem, polygonal geschlossenem Chor und Westturm, Massivbau mit Lisenengliederung und Satteldach, Turm mit Haubenlaterne, Langhaus im Kern 1717/18, erweitert 1732/33, Turm 1904, erweiternder Neubau von Langhaus und Chor 1926 von Fritz Fuchsenberger; mit Ausstattung | D-4-74-158-51 | BW   |
| Gosberger Straße 8 (Standort)                                                                                             | Fachwerkstadel                                       | Stattlicher Fachwerkstadel mit Schopfwalm und Klebdächern, bezeichnet „1783“ | D-4-74-158-58 | BW   |
| Gosberger Straße 10 (Standort)                                                                                            | Fachwerkstadel                                       | Satteldachbau mit Klebdach, 18. Jahrhundert | D-4-74-158-57 | BW   |
| Gosberger Straße 14 (Standort)                                                                                            | Stadel                                               | Satteldachbau aus Fachwerk auf Sandsteinquadersockel, 18./frühes 19. Jahrhundert | D-4-74-158-56 | BW   |
| Nähe Gosberger Straße (Standort)                                                                                          | Hofzaun                                              | Gusseisen mit Sandsteinpfeilern, um 1900 | D-4-74-158-56 | BW   |
| Gosberger Straße 17 (Standort)                                                                                            | Fachwerkstadel                                       | Verbrettert mit Satteldach, 18. Jahrhundert | D-4-74-158-71 | BW   |
| Gosberger Straße 20 (Standort)                                                                                            | Stadel                                               | Traufständiger Satteldachbau, Sandsteinquader verputzt und Fachwerk verbrettert, erste Hälfte 17. Jahrhundert | D-4-74-158-52 | BW   |
| Gosberger Straße 31, am östlichen Ortsausgang, am Gartenzaun von Gosberger Straße 31 beim Abzweig zum Friedhof (Standort) | Marter                                               | Sandsteinsäule, 17. Jahrhundert | D-4-74-158-77 | BW   |
| Kersbacher Straße 1 (Standort)                                                                                            | Fachwerkstadel                                       | Mit Satteldach und Klebdächern, Ende 18. Jahrhundert | D-4-74-158-53 | BW   |
| Kersbacher Straße 2 (Standort)                                                                                            | Bauernhaus                                           | Traufständiger Frackdachbau, massiv, verputzt, 19. Jahrhundert | D-4-74-158-55 | BW   |
| Kersbacher Straße 4 (Standort)                                                                                            | Fachwerkstadel                                       | mit Satteldach, 18. Jahrhundert | D-4-74-158-55 | BW   |
| Kersbacher Straße 6 (Standort)                                                                                            | Fachwerkstadel                                       | Traufständig mit Sattel- und Klebdach, 18. Jahrhundert | D-4-74-158-54 | BW   |
| Reuther Straße 9 (Standort)                                                                                               | Fachwerkstadel                                       | Traufständig, verputzter Satteldachbau mit Klebdach, 18. Jahrhundert | D-4-74-158-73 | BW   |
| Weischäcker, an der Straße nach Dobenreuth (Standort)                                                                     | Flurkreuz                                            | Gusseisenkruzifix auf Sandsteinsockel, bezeichnet „1898“ | D-4-74-158-84 | BW   |

### Pinzberg
| Lage | Objekt                                                     | Beschreibung | Akten-Nr.     | Bild |
| --- | ---------------------------------------------------------- | --- | ------------- | --- |
| Am Berg, hinter Marien- und Annakapelle am Feldweg nach Gaiganz am Abzweig vor dem Hochbehälter der Wasserversorgung links im Gebüsch unter einer großen Eiche (Standort)                                                       | Marter                                                     | Sandsteinpfeiler, bezeichnet „1730“ | D-4-74-158-27 | BW |
| Äußere Kapellenstraße 11; Nähe Äußere Kapellenstraße; Äußere Kapellenstraße 9 (Standort) | Wallfahrtsgelände mit Kapellen, Mesnerhaus und Einfriedung | Katholische Kapelle St. Maria, Wallfahrtskapelle, Sandsteinquaderbau, Saalkirche mit Satteldach und oktogonalem Spitzhelmdachreiter, eingezogenes Chorpolygon, neugotisch, von Thomas Sitzmann, bezeichnet „1867“, an der Chorstirnwand nachträglicher eingeschossiger Sakristeianbau; mit Ausstattung Daneben katholische Wallfahrtskapelle, St. Anna, dreiseitig geschlossener kleiner Sandsteinquaderbau mit Satteldach und Außenkanzel, um 1520/30; mit Ausstattung Zugehörig niedrige Kirchhofummauerung, Sandsteinquader, Mitte 19. Jahrhundert Mesnerhaus, erdgeschossiger Sandsteinbau, verputzt, Satteldach, Mitte 19. Jahrhundert | D-4-74-158-5  | Wallfahrtsgelände mit Kapellen, Mesnerhaus und Einfriedung |
| Bäckenleite, in einem Busch an der Straße nach Gosberg (Standort) | Marter                                                     | Sandsteinsäule, 17. Jahrhundert | D-4-74-158-25 | Marter |
| Breiten; an der Deponie Gosberg (Standort) | Jagdgrenzstein                                             | Der Herren von Egloffstein, wohl 16. Jahrhundert | D-4-74-158-79 | BW |
| Eichenwaldstraße; Hauptstraße; Kapellenstraße; Lindenstraße (Standort) | Hauskreuz                                                  | Lateinisches Holzkreuz mit gefasstem Korpus, 19. Jahrhundert | D-4-74-158-20 | Hauskreuz |
| Eichenwaldstraße; Hauptstraße; Kapellenstraße; Lindenstraße (Standort) | Kriegerdenkmal                                             | Für die Gefallenen und Vermissten der beiden Weltkriege, Inschriftblock mit aufgesetzter Skulptur, Sterbender Soldat mit Frau und Kind, 1920er Jahre und nach 1945 | D-4-74-158-94 | BW |
| Hauptstraße/Ecke Lindenstraße (Standort) | Brunnenhaus                                                | Über Brüstung offener oktogonaler Fachwerkbau mit Walmdach, 17. Jahrhundert | D-4-74-158-6  | BW |
| Friedhof (Standort) | Friedhofsbefestigung                                       | Spätmittelalterlich, mit viergeschossigem Torturm, Kuppel 1728 | D-4-74-158-2  | BW |
| Hauptstraße 2, Nordwestecke des Friedhofs (Standort) | Sandsteinquaderbau                                         | Eingeschossig, 17. Jahrhundert | D-4-74-158-3  | BW |
| Hauptstraße 2; Hauptstraße 4 (Standort) | Pfarrkirche St. Nikolaus                                   | Saalbau mit eingezogenem Chor, verputzter Massivbau mit zum Chor hin abgewalmtem flach geneigtem Satteldach und Spitzhelmdachreiter, im Kern spätmittelalterlich, wohl zweite Hälfte 15. Jahrhundert, 1731 durchgreifender spätbarocker Umbau von Paulus Mayer; mit Ausstattung Kirchhofbefestigung mit viergeschossigem Kirch- und Torturm, im Kern spätgotisch, Haube 1728 Ummauerung, Sandstein, zweite Hälfte 15. Jahrhundert; siehe auch Pfarrhof. | D-4-74-158-1  | weitere Bilder |
| Hauptstraße 4 (Standort) | Pfarrhof, ehemalige Schule                                 | Dreigeschossiger traufständiger Sandsteinquaderbau mit Satteldach, 1791/92, mit niedrigeren teilverputzten Anbauten im Kirchhof; mit Ausstattung; an die Friedhofsbefestigung anschließend (vgl. Pfarrkirche). | D-4-74-158-7  | BW |
| Hauptstraße 6; Kapellenstraße (Standort) | Ehemaliges Taglöhnerhaus                                   | Erdgeschossiger Fachwerkbau mit Satteldach, um 1700, an der Kirchhofmauer Stattlicher Fachwerkstadel mit Satteldach und Klebdächern, 18. Jahrhundert, im 19. Jahrhundert nach Osten erweitert, rückwärtig am Hof gelegen Backhaus, massiv mit Satteldach, 19. Jahrhundert, an der Straße Hofeinfriedung, Sandsteinquadermauer und Gusseisentor, 19. Jahrhundert | D-4-74-158-8  | BW |
| Hauptstraße 8 (Standort) | Bauernhaus                                                 | Stattlicher giebelständiger Sandsteinquaderbau, zweigeschossig mit Satteldach, bezeichnet „1853“ | D-4-74-158-9  | BW |
| Hauptstraße 9 (Standort) | Ehemaliges Gasthaus zur Krone, jetzt Gasthof Eger          | Zweigeschossiger traufständiger Satteldachbau, Sandsteinquader mit verkröpften Eckpfeilern, frühbarock, bezeichnet „1639“ Schmiedeeisernes Wirtshausschild, im Kern spätes 18. Jahrhundert, verändert | D-4-74-158-10 | BW |
| Hauptstraße 11 (Standort) | Bauernhaus                                                 | Traufständiger zweigeschossiger Satteldachbau, Erdgeschoss Sandsteinquader, Obergeschoss verputzt, frühes 19. Jahrhundert Mit Hausmadonna, spätbarocke gefasste Immaculata und Putten, 18. Jahrhundert Fachwerkscheune, Schopfwalm und Klebdach, mit zweigeschossigem Vorbau, Satteldach mit Hechtgaube, Erdgeschoss massiv, Obergeschoss in Fachwerk mit Laubengang, bezeichnet „1833“ | D-4-74-158-11 | BW |
| Hauptstraße 12 (Standort) | Ehemalige Schmiede                                         | Zweigeschossiger traufständiger Satteldachbau, Fachwerk, Obergeschoss von Stützen unterfangen, bezeichnet „1685“; rückwärtig parallel dazu, durch Anbauten angebundene Scheune, Fachwerk, Satteldach mit Klebdächern, 19. Jahrhundert | D-4-74-158-12 | Ehemalige Schmiede |
| Hauptstraße 28 (Standort) | Bauernhaus                                                 | Giebelständiger Satteldachbau, Sandsteinquader mit geohrten Rahmen, Wappenstein, bezeichnet „1788“ Im Hof Brunnen, bezeichnet „1753“ | D-4-74-158-13 | BW |
| Hauptstraße 29 (Standort) | Fachwerkstadel                                             | Fachwerkstadel mit Satteldach, 18. Jahrhundert, nachträgliche Erweiterung nach Osten, renoviert 1953 | D-4-74-158-14 | BW |
| Vor Hauptstraße 29 (Standort) | Wegkreuz                                                   | Gusseisen auf Sandstein Sockel, Korpus und Assistenzfigur (Maria am Kreuzfuß) gefasst, Ende 19. Jahrhundert | D-4-74-158-15 | BW |
| Hauptstraße 38 (Standort) | Bauernhaus                                                 | Giebelständiger Satteldachbau, erdgeschossig, Sandsteinquader, Mitte 19. Jahrhundert | D-4-74-158-16 | BW |
| Kapellenstraße 1 (Standort) | Gemeindekanzlei                                            | Zweigeschossiger Massivbau mit Ecklisenen, verputzt, Walmdach, 1819 | D-4-74-158-18 | BW |
| Kapellenstraße 5 (Standort) | Bauernhof                                                  | Zweigeschossiges Wohnhaus mit Satteldach, Ziegel und Sandsteingliederung verputzt, bezeichnet „1890“ Hofeinfriedung, Sandsteinpfeiler und Gusseisen, gleichzeitig | D-4-74-158-80 | BW |
| Katholische Kapelle Sankt Anna (Standort) | Sandsteinquaderbau                                         | Mit Außenkanzel, 1847; mit Ausstattung | D-4-74-158-4  | BW |
| Keilbrunnen (Standort) | Marter                                                     | Sandsteinsäule, vierseitiges Bildhaus mit muschelförmigen Tympana, bezeichnet 1790, mit Steinmensa; Hauptstraße Ecke Keilbrunnenstraße. | D-4-74-158-17 | BW |
| Kirchgärten (Standort) | Neuer Friedhof                                             | Rechteckige Ummauerung, Sandstein, um 1880 | D-4-74-158-24 | BW |
| Lindenstraße 1 (Standort) | Bauernhaus                                                 | Giebelständiger erdgeschossiger Satteldachbau, Sandsteinquader, Fachwerkgiebel, 18./19. Jahrhundert Fachwerkstadel mit Satteldach und Klebdächern Im Keller ältere Brunnenanlage | D-4-74-158-21 | BW |
| Lindenstraße 13 (Standort) | Bauernhaus                                                 | Frackdach, Sandsteinquadererdgeschoss, Riegelfachwerkobergeschoss, bezeichnet „1843“ Stallgebäude mit Frackdach, in gleichen Materialien, Mitte 19. Jahrhundert | D-4-74-158-22 | BW |
| An der Straße nach Effeltrich, bei Äußerer Kapellenstraße 2 (Standort) | Marter, sogenannter Maulaufreißer                          | Spätgotischer Sandsteinpfeiler | D-4-74-158-26 | BW |
| Nähe Lindenstraße, ca. 200 Meter hinter dem nördlichen Ortsende links zwischen Bäumen, links hinter der Kreuzung, wo die Lindenstraße in einen Feldweg übergeht und ein asphaltierter Fußweg nach rechts weiterführt (Standort) | Bildstock                                                  | Bildhaus mit fünfeckiger Nische auf Pfeiler, Sandstein, spätmittelalterlich | D-4-74-158-29 | [[Vorlage:Bilderwunsch/code!/C:49.6931,11.10006!/D:Nähe Lindenstraße, ca. 200 Meter hinter dem nördlichen Ortsende links zwischen Bäumen, links hinter der Kreuzung, wo die Lindenstraße in einen Feldweg übergeht und ein asphaltierter Fußweg nach rechts weiterführt, Bildstock!/\|BW]] |
| Pointäcker, hinter den Sportanlagen links, am nach Süden führenden Feldweg am Rande einer Obstwiese (Standort) | Marter                                                     | Sandsteinsäule, erste Hälfte 18. Jahrhundert, als Bekrönung lateinisches Eisenkreuz | D-4-74-158-85 | BW |
| An der Straße nach Kersbach, am Ende der Egelseer Straße (Standort) | Marter                                                     | Sandsteinsäule, erste Hälfte 18. Jahrhundert | D-4-74-158-28 | BW |

## Abgegangene Baudenkmäler
| Lage          | Objekt                              | Beschreibung | Akten-Nr.     | Bild |
| ------------- | ----------------------------------- | --- | ------------- | ---- |
| Beckengasse 4 | Bauernhof, Dreiseithof: Wohnhaus    | zweigeschossiges traufständiges Wohnhaus, verputzter Sandsteinquaderbau mit Satteldach, Haustürgelände bezeichnet „1901“, mit im Winkel angefügtem erdgeschossigem Ökonomieflügel, verputzter Ziegelbau mit Satteldach, Anfang 20. Jahrhundert; laut Luftbild abgerissen | D-4-74-158-64 | BW   |
| Beckengasse 4 | Bauernhof, Dreiseithof: Hofkruzifix | Holz um 1901; laut Luftbild abgerissen | D-4-74-158-64 | BW   |
| Beckengasse 4 | Bauernhof, Dreiseithof: Scheune     | Fachwerkstadel mit Satteldach, 19. Jahrhundert; laut Luftbild abgerissen | D-4-74-158-64 | BW   |